# Sabi
Sabi (Save) – rzeka w Afryce. Swoje źródła ma na Płaskowyżu Maszona nieopodal miasta Harare w Zimbabwe. W górnym i środkowym biegu licznie występują wodospady. Bieg dolny jest dostosowany do żeglowania. Rzeka uchodzi do Kanału Mozambickiego (Ocean Indyjski) w rejonie miasta Nova Mambone w Mozambiku.